# Admiral Scheer

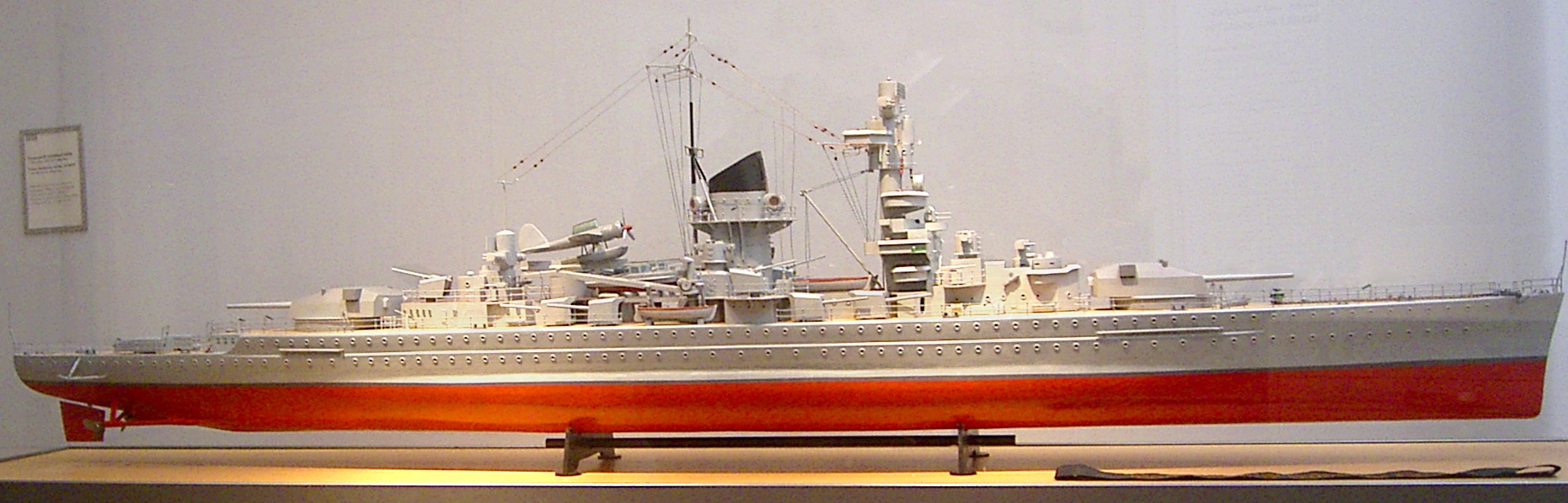
Modell der Admiral Scheer im Maßstab 1:100

Das Panzerschiff Admiral Scheer war das zweite Schiff der Deutschland-Klasse der Kriegsmarine. Das Schiff war bis kurz vor Ende des Zweiten Weltkriegs an vielen Einsätzen beteiligt und kenterte im April 1945 nach Bombentreffern im Kieler Marinehafen.
Die Admiral Scheer war das Schwesterschiff der Panzerschiffe Deutschland und Admiral Graf Spee. Das Schiff war nach Admiral Reinhard Scheer benannt, Befehlshaber der deutschen Hochseeflotte in der Skagerrakschlacht. Auch dieses Schiff wurde (wie die Deutschland) im Winter 1939/40 zum Schweren Kreuzer umklassifiziert. Gleichzeitig wurde ein umfangreicher Umbau vorgenommen. Das Vorschiff wurde verlängert und bekam einen größeren Spantenausfall. Außerdem wurde der große Gefechtsturm über der Brücke ausgebaut und durch einen schlanken Röhrenmast ersetzt, und damit dem der Lützow (dem vormaligen Panzerschiff Deutschland) angeglichen.

## Geschichte
Am 29. Juni 1936 nahm die Admiral Scheer an der Kieler Woche teil. 1936/37 war sie während des Spanischen Bürgerkrieges insgesamt siebenmal zur Ausübung der Internationalen Seekontrolle in diesen Gewässern eingesetzt. Nachdem Flugzeuge der Republikaner am 29. Mai 1937 die vor Ibiza liegende Deutschland angegriffen und durch Bombentreffer erhebliche Personalverluste und Schäden verursacht hatten (23 starben, acht erlagen später ihren Verwundungen), erhielt die Admiral Scheer den Befehl, den Hafen von Almería – Liegeplatz der republikanischen Flotte – unter Feuer zu nehmen. Der Artillerieeinsatz sollte sich gegen das dort liegende Dreadnought-Schlachtschiff Jaime I. richten. Am Morgen des 31. Mai 1937 herrschte so dichter Frühnebel, dass die im Hafen liegenden Schiffe nicht oder kaum ausgemacht werden konnten. Zudem war die Jaime I. tags zuvor ausgelaufen. Da viele Granaten ihre Ziele verfehlten und in der Stadt einschlugen, war der Einsatz wenig erfolgreich. 21 Bewohner starben bei dem Beschuss, weitere 55 wurden verletzt.
Bei Kriegsbeginn war die Admiral Scheer wegen Schwierigkeiten mit der Antriebsanlage nur beschränkt einsatzbereit. Am 4. September 1939 wurde sie auf Schillig-Reede von britischen Bombern angegriffen. Die Briten erzielten drei Treffer, die allesamt Blindgänger waren. Die Flugabwehr des Schiffs konnte eine Bristol Blenheim abschießen. Den Winter 1939/40 verbrachte das Schiff in der Kriegsmarinewerft Wilhelmshaven, um für 6,4 Mio. Mark hauptsächlich zum Schweren Kreuzer umgebaut zu werden; von Juli bis September 1940 folgten Erprobungen in der Ostsee. Am 23. Oktober 1940 verließ sie Gotenhafen und begab sich nach Brunsbüttel, das als Ausgangspunkt für die bevorstehende Fernunternehmung ausersehen war. Als sie am 27. Oktober von dort ausgelaufen war, gelang es ihr, nach einem kurzen Aufenthalt in Stavanger unbemerkt die Dänemarkstraße zu passieren und am 1. November den Nordatlantik zu erreichen. Dort stieß sie fünf Tage später auf den von Halifax nach England gehenden Geleitzug HX 84 und versenkte aus diesem die Trewellard (16 Tote), die Fresno City (1 Toter), die Kenbane Head (23 Tote), die Beaverford (77 Tote) und die Maiden (91 Tote) mit zusammen 33.628 BRT. Die San Demetrio und die Andalusian wurden beschädigt. Dabei kam es zum Gefecht mit dem Hilfskreuzer Jervis Bay, dessen Gegenwehr dem Gros des Geleitzuges das Entkommen ermöglichte, während er selbst in diesem ungleichen Kampf unterlag und unterging. Mitte Dezember operierte die Admiral Scheer im Südatlantik, wo sie in der letzten Dezemberwoche von dem durch den Hilfskreuzer Pinguin gekaperten Tanker Storstad betankt wurde, und stieß im Februar 1941 in den Indischen Ozean bis zu den Seychellen vor. Danach trat sie den Rückmarsch an und lief am 1. April 1941 in Kiel ein. Bei diesem Einsatz legte sie in 155 Tagen rund 46.000 Seemeilen zurück. Ihre Versenkungszahl belief sich auf 17 Schiffe mit über 113.000 BRT. Wesentliche Unterstützung des Einsatzes leistete das Trossschiff Nordmark (ex Westerwald), das 212 Tage in See war, 33.664 Seemeilen zurücklegte und dabei 41 Versorgungen durchführte. Neben der Admiral Scheer und acht U-Booten hatte die Nordmark auch die Hilfskreuzer Thor, Kormoran und Pinguin sowie zehn Hilfsschiffe, Prisen und Blockadebrecher versorgt.
Während der deutschen Besatzung wurde die Admiral Scheer 1942 in Norwegen stationiert. In dieser Zeit beteiligte sie sich am Unternehmen Wunderland vor der sowjetischen Nordküste. 1943 wurde sie als Ausbildungsschiff genutzt und in der Ostsee eingesetzt. Am 17. Juli 1944 wurde sie der 2. Kampfgruppe unter Admiral Thiele mit Prinz Eugen, Zerstörern und Torpedobooten unterstellt. Im November griff sie in die Rückzugskämpfe der deutschen Heeresgruppe Nord in Estland ein, wo sie Artillerieunterstützung bot und die Evakuierung der letzten 4.491 Verteidiger von der Halbinsel Sworbe deckte.
Im Februar 1945 leistete sie Artillerieunterstützung verschiedener deutscher Brückenköpfe bei Frauenburg und auf Samland, westlich von Königsberg. Im März transportierte sie Flüchtlinge und Verwundete nach Swinemünde und beschoss sowjetische Truppen bei Kolberg und Wollin. Es folgte der Transport weiterer Flüchtlinge nach Kiel; dort kam der Kreuzer zum Austausch der Geschützrohre in die Werft.

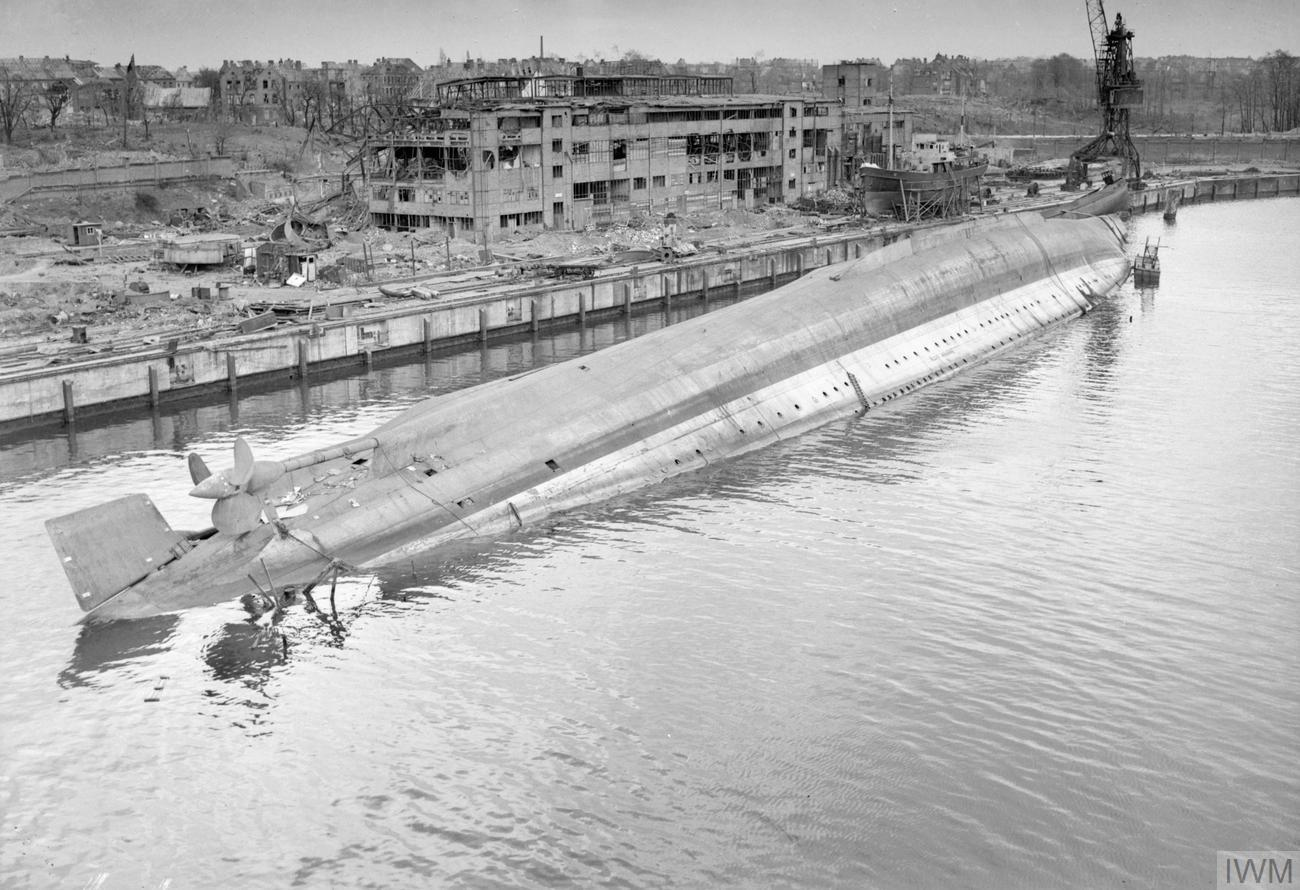
Die gekenterte Admiral Scheer im April 1945 in Kiel

## Wrack
Am 9. April 1945 kenterte die Admiral Scheer nach Bombentreffern im äußeren Bauhafen der Deutschen Werke Kiel (DWK). Das Schiff drehte sich beim Kentervorgang über Steuerbord; bei etwa 125° erreichten die Aufbauten den Grund des 10 Meter tiefen Hafenbeckens. In dieser Lage blieb das Wrack fixiert. Ab Juli 1946 wurde das Wrack von Kieler Firmen abgebrochen, jedoch nach übereinstimmenden Berichten nur der über Wasser liegenden Teil. Dies betraf die Backbordseite des Rumpfes, die entsprechende Hälfte des Schiffsbodens mit den Schrauben sowie die von diesen Teilen umschlossenen Schiffsräume und Einbauten. Der steuerbordseitige Rumpf, die Hälfte des Schiffsbodens und die überwiegende Masse des Überwasserschiffes (Aufbauten, Artillerie) samt den umschlossenen Räumen blieben vor Ort und wurden zusammen mit dem gesamten Hafenbecken mit Trümmerschutt aufgefüllt. Auf diese Weise sind 60 % der Masse des Schiffes erhalten geblieben. Der Bereich wurde  nie überbaut und befindet sich heute auf dem Gelände des Marinearsenals Kiel. Nach einem referenzierten alliierten Luftbild liegt das Heck bei 3575708 / 6021888, der Bug bei 3575822 / 6021766; die heutige Geländefläche liegt auf etwa 3 m ü. NN. (Lage: 54° 19′ 15,3″ N, 10° 9′ 48,2″ O). Die Schiffsglocke befindet sich im Deutschen Marinemuseum in Wilhelmshaven.
Ein Forschungsteam der Universität Kiel präsentierte im Jahr 2023 eine genauere Lokalisierung sowie Ergebnisse einer nichtinvasiven Erforschung des verbliebenen Wracks. Dazu wurden neben klassischen Methoden der archäologischen Prospektion wie Geomagnetik (magnetische Gradiometrie und Totalfeld) und Georadar (Ground Penetrating Radar, GPR) auch explorative Verfahren wie Seismik, elektromagnetische Induktion (EMI) und elektrische Widerstandstomographie (ERT) angewendet. Die Forschungsgruppe konnte besonders mithilfe des ERT ein seismisches Profil erstellen und nachweisen, dass der auf Bildern des Jahres 1949 festgehaltene Zustand bis heute erhalten ist: Bug und Heck sowie die seinerzeit aus dem Wasser ragenden Teile des gekenterten Schiffs wurden zur Verschrottung und Verwertung abgenommen. Der damals unter Wasser liegende Teil ist im ERT-Profil erkennbar, also im aufgeschütteten Hafenbecken verblieben und liegt heute zwischen einer Straße und einem Bach. Auf Basis archivalischer Recherchen werden noch 14 vermisste Seeleute in den Überresten des Schiffs vermutet.

## Kommandanten
| 12. November 1934 bis 21. September 1936 | Kapitän zur See Wilhelm Marschall                                            |
| 22. September 1936 bis 30. Oktober 1938  | Kapitän zur See Otto Ciliax                                                  |
| 31. Oktober 1938 bis 24. Oktober 1939    | Kapitän zur See Hans-Heinrich Wurmbach                                       |
| 31. Oktober 1939 bis 4. Februar 1940     | Kapitän zur See Theodor Krancke                                              |
| 17. Juni 1940 bis 3. Juni 1941           | Kapitän zur See/Konteradmiral Theodor Krancke                                |
| 12. Juni 1941 bis 28. November 1942      | Kapitän zur See Wilhelm Meendsen-Bohlken                                     |
| 29. November 1942 bis 31. Januar 1943    | Fregattenkapitän Ernst Gruber (mit der Wahrnehmung der Geschäfte beauftragt) |
| 1. Februar 1943 bis 4. April 1944        | Kapitän zur See Richard Rothe-Roth                                           |
| 5. April 1944 bis 9. April 1945          | Kapitän zur See Ernst-Ludwig Thienemann                                      |

## Bekannte Besatzungsmitglieder
- Eberhard Ahrens (1892–1945), Schiffsarzt
- Carl-Heinz Birnbacher (1910–1991), war von 1968 bis 1970, als Konteradmiral der Bundesmarine, Stellvertreter des Befehlshabers der Flotte
- Robert Gysae (1911–1989), war von 1967 bis 1970 als Flottillenadmiral Kommandeur der Marinedivision Nordsee
- Günter Kuhnke (1912–1990), war von 1966 bis 1972 als Konteradmiral Amtschef des Marineamts
- Siegfried Lenz (1926–2014), Schriftsteller
- Fritz Markwardt (1924–2011), deutscher Mediziner und Pharmakologe
- Peter Schulze-Rohr (1926–2007), Regisseur und Drehbuchautor
- Alfred Schumann (1902–1985), war 1963 als Flottillenadmiral Stellvertretender Inspekteur der Marine und Chef des Stabes Fü M

## Film
Das Gefecht zwischen der Admiral Scheer und dem Hilfskreuzer HMS Jervis Bay wurde 1943 in dem britischen Spielfilm San Demetrio nachinszeniert.